# 서울특별시의 버스전용차로
서울특별시의 버스전용차로는 서울특별시에서 지정해 관리하고 있는 버스전용차로를 말한다.

## 가로변버스전용차로
가로변버스전용차로는 도로변 맨끝 1차선에 설치된 버스전용차로이다. 1993년 2월부터 한강로, 왕산로, 동작대로, 강남대로를 시작으로 지정되기 시작했으며 1998년 1월 기준으로 총 63개 구간 232.8km까지 늘었으나, 불필요구간 해제 및 중앙버스전용차로 도입으로 점차 줄기 시작해 2000년 8월 1일 기준 60개 구간 218.9km, 2004년 7월 31일 기준으로 총 56개 구간 170.9km, 2007년 1월 기준 52개 구간 139.6km, 2010년 8월 기준 45개 구간 104.5km, 2018년 9월 기준 38개 구간 85.0km가 지정되었다고 고시되었다.

### 가로변버스전용차로 연혁
- 1993년 2월 : 한강로 (서울역 ~ 한강대교) 4.0km 구간, 왕산로 (동대문 ~ 시조사) 4.1km 구간, 동작대로 (이수교 ~ 남태령) 7.3km 구간, 강남대로 (한남대로 ~ 양재역) 4.1km 구간 지정[1]
- 1993년 8월 : 통일로 (서대문로터리 ~ 녹번역) 4.0km 구간, 수색로 (수색역 ~ 아현동) 7.2km 구간, 공항로 (원당사거리 ~ 양화교) 3.8km 구간, 현충로 (대방동 ~ 논현동) 9.0km 구간, 반포로 (남산3호터널 ~ 고속IC) 4.8km 구간, 왕십리길 (광희동 ~ 성동교) 3.9km 구간 지정[1]
- 1994년 5월 : 종로 (서대문로터리 ~ 동대문) 4.5km 구간, 퇴계로 (광희동 ~ 서울역) 3.2km 구간, 경인로 (마포 ~ 오류IC ~ 부천시계) 12.6km 구간, 성산로 (영등포로터리 ~ 대방동) 4.4km 구간, 시흥대로 (대림동 ~ 안양시계) 6.8km 구간, 한남로 (장충로 ~ 한남대교북단) 1.9km 구간 지정[1]
- 1994년 8월 : 노량진로 (영등포로터리 ~ 대방동) 1.1km 구간, 망우로 (시조사 ~ 구리시계) 5.6km 구간, 대방로 (원효대교 ~ 대림동) 4.5km 구간 지정[1][4]
- 1994년 12월 : 월계로 (미아삼거리 ~ 한천로) 2.6km 구간, 미아로 (종로4가 ~ 창동사거리) 10.8km 구간, 강남대로 (양재역 ~ 염곡로터리) 2.3km 구간, 양화로 (신촌로터리 ~ 합정로터리), 영동대로 1.2km 구간 지정[1]
- 1995년 4월 : 남대문로 (광교로터리 ~ 회현로터리) 1.8km 구간, 광나루길 (광장사거리 ~ 성동교) 6.0km 구간, 사평로 (고속IC ~ 반포IC) 1.3km 구간, 양평로 (양화대교 ~ 영등포전화국) 1.7km 구간, 헌릉로 (염곡로터리 ~ 내곡IC) 2.9km 구간, 고산자로 (마장동사거리 ~ 응봉삼거리) 2.0km 구간, 등촌로 (공항로 ~ 목동7단지) 2.2km 구간, 압구정로 (한양아파트 ~ 한남대교남단) 2.5km 구간, 월계로 (한천로 ~ 하계동) 2.2km 구간, 남부순환로 (시흥IC ~ 사당역) 7.7km 구간, 화곡로 (등촌삼거리 ~ 신화곡) 1.9km 구간, 은평로 (서부세무서 ~ 녹번역) 0.7km 구간, 올림픽로 (청담동 ~ 잠실역) 5.2km 구간 지정[1]
- 1995년 5월 : 영등포로 (영일시장 ~ 오목교) 2.5km 구간 지정[1]
- 1996년 2월 : 천호대로 (신답로터리 ~ 구의사거리) 4.5km 구간 지정[1]
- 1996년 8월 : 오목로 (오목사거리 ~ 목동오거리) 1.1km 구간, 화곡로 (신화곡 ~ 충효원사거리) 1.3km 구간, 원효로 (원효대교북단 ~ 남양역) 2.7km 구간, 수색로 (수색역 ~ 수색시계) 1.4km 구간, 만리재길 (서울역서부 ~ 공덕로터리) 1.3km 구간, 송파대로 (잠실로터리 ~ 성남시계) 6.3km 구간, 동일로 (수락파출소 ~ 망우로) 10.2km 구간, 통일로 (녹반삼거리 ~ 구파발역) 3.8km 구간, 도봉로 (창동사거리 ~ 의정부시계) 4.0km 구간, 남부순환로 (양재역 ~ 은마아파트) 3.3km 구간, 봉은사로 (삼릉공원 ~ 종합전시장) 1.6km 구간, 효령로 (지하철공사 ~ 뱅뱅사거리) 4.3km 구간, 대학로 (이화로터리 ~ 혜화로터리) 1.5km 구간, 공항로 (마곡동 ~ 공항입구) 2.8km 구간, 강서로 (내발산동 ~ 경인고속도로) 3.7km 구간, 마포대교 0.9km 구간, 양화대교 0.8km 구간, 성산대교 0.9km 구간, 영동대로 (삼성역 ~ 쌍용아파트) 1.5km 구간 지정[1]
- 1997년 2월 : 마포대로 (마포대교북단 ~ 서대문로터리) 3.7km 구간 지정[1]
- 1998년 2월 2일 : 천호대로 (천호사거리 ~ 상일IC) 5.8km 구간, 관악로 (봉천사거리 ~ 숭실대삼거리) 2.0km 구간, 도산대로 (신사로터리 ~ 영동대교남단) 4.5km 구간, 둔촌로 (길동사거리 ~ 둔촌사거리) 2.0km 구간 지정. 영동대교와 효령로 구간을 전일제에서 시간제로 운영방식 변경[1]
- 1998년 4월 20일 : 성산로 (양화교 ~ 성산1교) 2.9km 구간, 성산대교 0.9km 구간 지정 해제[11]
- 1998년 9월 7일 : 광나루길 (구의사거리 ~ 올림픽대교북단) 1.1km 구간, 창경궁로 (원남로터리 ~ 종로4가) 0.5km 구간, 영동대교 1.0km 구간 지정 해제, 동일로 (망우로 ~ 수락산입구) 10.2km 구간, 월계로 (한천로 ~ 하계동) 2.6km 구간, 강서로 (내발산동 ~ 까치산길) 2.3km 구간, 마포대교 1.3km 구간, 반포대교 1.8km 구간 전일제에서 시간제로 운영방식 변경[12]
- 2000년 2월 : 용호로 (원효대교남단 ~ 여의교) 1.0km 구간, 헌릉로 (염곡사거리 ~ 내곡IC) 2.9km 구간, 고산자로 (고산자교 남단 ~ 왕십리로터리) 1.2km 구간, 등촌로 (등촌삼거리 ~ 제물포길) 2.3km 구간, 영동대로 (영동대교 남단 ~ 삼성역사거리 ~ 학여울역사거리) 3.5km 구간, 원효로 (원효대교북단 ~ 남영역) 2.7km 구간, 통일로 (녹번역삼거리 ~ 구파발역삼거리) 4.6km 구간, 남부순환로 (양재역사거리 ~ 학여울역사거리) 3.7km 구간, 봉은사로 (삼릉공원사거리 ~ 코엑스사거리) 1.6km 구간, 공항로 (발산역사거리 ~ 공항입구) 2.8km 구간 전일제에서 시간제로 운영방식 변경[4]
- 2000년 8월 1일 : 전일제 운영구간 운영 시간대를 06:00에서 07:00으로 변경[2]
- 2003년 2월 : 화곡로 (화곡역사거리 ~ 양원초등학교앞) 1.5km 구간, 만리재길 (서부역 ~ 공덕로터리) 2.0km 구간 전일제에서 시간제로 운영방식 변경[4]
- 2003년 6월 23일 : 대학로 (종로5가 ~ 이화 교차로) 0.55km 구간, 창경궁로 (원남교차로 ~ 종로4가) 0.5km 구간 지정[13]
- 2003년 7월 1일 : 하정로 신설동 ~ 용두동 외곽방향 1.2km 구간 지정[13]
- 2003년 9월 : 9월 1일부터 9월 30일까지 남부순환로 (우면삼거리 ~ 양재역사거리) 2.3km 구간 지정 운영[14]
- 2004년 6월 30일 : 반포로 (용산구 남산3호터널 ~ 한강중삼거리) 1.5km 구간, 오목로 (양천구 오목교역사거리 ~ 목동오거리) 1.1km 구간 지정 해제. 도봉로 (도봉구 의정부시계 ~ 성북구 미아사거리) 10.0km 구간, 미아로 (성북구 미아사거리 ~ 종로구 혜화로터리) 4.0km 구간, 창경궁로 (종로구 혜화로터리 ~ 원남로터리) 1.3km 구간, 강남대로 (강남구 신사역사거리 ~ 서초구 영동1교남단) 4.8km 구간, 수색로 (은평구 수색로시계 ~ 서대문구 사천교) 3.9km 구간, 성산로 (서대문구 사천교 ~ 연세대입구) 1.8km 구간 중앙버스전용차로로 전환[15]
- 2005년 7월 14일 : 망우로 (도심방향 : 망우역사거리 ~ 청량리동 농협앞, 외곽방향 : 시조사삼거리 ~ 상봉동 윤상빌딩앞) 3.3~4.9km 구간, 경인로 (오류 나들목 ~ 영등포로터리) 6.4km 구간 중앙버스전용차로로 전환[16]
- 2005년 9월 22일 : 하정로 (용두역 ~ 신답철교) 시외방향 0.26km 구간 중앙버스전용차로로 전환[17]
- 2005년 12월 15일 : 시흥대로 (대림삼거리 ~ 안양시계) 6.8km 구간, 대방로 (대방역삼거리 ~ 대림삼거리) 3.0km 구간 중앙버스전용차로로 전환[18]
- 2006년 12월 1일 : 마포로 (마포대교 북단 ~ 아현삼거리) 3.7km 구간, 한강로 (서울역 ~ 한강대교) 4.0km 구간 중앙버스전용차로로 전환[19]
- 2007년 1월 10일 : 경인로 (교통안전공단입구삼거리 ~ 부천시계) 1.5km 구간, 봉은사로 (삼릉공원사거리 ~ 코엑스사거리) 1.6km 구간, 도산대로 (안세병원사거리 ~ 영동대교 남단) 2.3km 구간 지정 해제[6]
- 2007년 1월 11일 : 관악로 (봉천사거리 ~ 숭실대삼거리) 2.0km 구간 시간제에서 전일제로 운영방식 변경. 압구정로 (한양아파트사거리 ~ 한남대교 남단) 2.5km 구간, 남대문로 (광교로터리 ~ 서울역로터리) 2.0km 구간 토요일 운영시간을 07:00 ~ 15:00에서 07:00 ~ 10:00으로 단축[6]
- 2007년 7월 1일 : 가로변버스전용차로 전 구간 토요일 운영 폐지[20]
- 2007년 8월 1일 : 고산자로 (고산자교 남단 ~ 왕십리로터리) 1.2km 구간, 만리재길 (서울역서부역 ~ 공덕로터리) 2.0km 구간, 효령로 (지하철공사앞삼거리 ~ 서초3동사거리) 2.5km 구간, 둔촌로 (길동사거리 ~ 둔촌사거리) 1.4km 구간 지정 해제. 등촌로 (제물포길 ~ 목동역) 0.6km 구간 지정. 영등포로 (영등포로터리 ~ 오목교) 3.1km 구간, 영동대로 (영동대교 남단 ~ 학여울역) 3.5km 구간, 풍납로 (천호사거리 ~ 풍납축협) 1.2km 구간, 올림픽로 (풍남축협 ~ 올림픽회관) 1.0km 구간 시간제에서 전일제로 운영방식 변경. 성산로 (성산1교 ~ 사천고가) 1.5km 구간, 화곡로 (강서구청입구사거리 ~ 화곡역사거리) 1.9km 구간, 올림픽로 (올림픽공원 ~ 잠실사거리) 1.5km 구간 전일제 시간제로 운영방식 변경[21]
- 2008년 1월 19일 : 송파대로 (잠실역 ~ 성남시계) 6.3km 구간 중앙버스전용차로로 전환[22]
- 2008년 11월 1일 : 통일로 (구파발삼거리 ~ 박석고개) 1.1km 구간 중앙버스전용차로로 전환[23]
- 2009년 4월 1일 : 공항로 (등촌중학교 ~ 양화교) 2.5km 구간 중앙버스전용차로로 전환[24]
- 2009년 5월 23일 : 노량진로 (대방역삼거리 ~ 한강대교 남단) 2.8km 구간 중앙버스전용차로로 전환[25]
- 2009년 6월 13일 : 신반포로 (이수 교차로 ~ 논현역사거리) 3.5km 구간 중앙버스전용차로로 전환[25]
- 2009년 7월 25일 : 남대문로 (숭례문 교차로 ~ 서울역 북단) 0.5km 구간 중앙버스전용차로로 전환[26]
- 2009년 9월 9일 : 동작대로 (사당역 교차로 ~ 이수 교차로) 2.7km 구간 중앙버스전용차로로 전환[27]
- 2009년 12월 26일 : 신촌로 (신촌로터리 ~ 아현고가) 2.0km 구간과 양화로 (합정로터리 ~ 신촌로터리) 2.6km 구간 중앙버스전용차로로 전환[28]
- 2010년 8월 28일 : 망우로 (망우역사거리 ~ 구리시계) 2.1km 구간과 공항로 (발산역사거리 ~ 등촌중학교) 1.4km 구간 중앙버스전용차로로 전환[8]
- 2010년 12월 4일 : 통일로 (박석고개 ~ 녹번역삼거리) 3.3km 구간 중앙버스전용차로로 전환[29]
- 2011년 3월 19일 : 하정로 (동천교사거리 ~ 신답철교) 0.9km 구간 지정 해제. 천호대로 (천호사거리 ~ 방아다리사거리) 2.7km 구간 중앙버스전용차로로 전환[30]
- 2011년 12월 28일 : 통일(의주)로 (녹번역삼거리 ~ 서대문로터리) 4.8km 구간과 왕산로 (동대문로터리 ~ 청량리로터리) 3.3km 구간 중앙버스전용차로로 전환[31]
- 2012년 12월 22일 : 공항로 (김포공항입구 ~ 공항전화국) 1.0km 구간 중앙버스전용차로로 전환[32]
- 2014년 11월 17일 : 화랑로 (월릉교사거리 ~ 삼육대학교) 4.4km 구간 지정[33]
- 2015년 8월 26일 : 공항로 (발산역사거리 ~ 공항전화국) 1.8km 구간 중앙버스전용차로로 전환[34]
- 2016년 1월 14일 : 서울역고가도로 폐쇄로 인해 퇴계로 (서울역로터리 ~ 회현역) 0.2km 구간 지정 해제[35]
- 2017년 4월 26일 : 새문안로 (서대문로터리 ~ 세종로사거리) 1.1km 구간 중앙버스전용차로로 전환, 현충로 (한강대교남단 ~ 이수교) 2.5km 구간을 국립현충원로터리 → 한강대교남단 단방향 1.9km 구간으로 변경[36]
- 2018년 1월 11일 : 종로 (세종대로사거리 ~ 동대문로터리) 2.8km 구간 중앙버스전용차로로 전환[37]
- 2018년 6월 7일 : 왕십리길 및 퇴계로 (한양공고앞교차로 ~ 성동교 북단) 3.4km 구간을 성동교 북단 → 한양공고앞교차로 단방향 3.4km 구간으로 변경[38]
- 2018년 8월 9일 : 왕십리길 (성동교 북단 → 한양공고앞교차로) 3.4km 구간 중 행당삼부아파트 입구 → 대중약국 1.0km 구간과 서울중앙시장 → 신당역 교차로 0.3km 구간 폐지[37]
- 2018년 9월 6일 : 동작대로 (사당역 ~ 과천시계) 2.1km 구간 중 사당역 ~ 남태령전원마을 1.2km 구간 중앙버스전용차로로 전환, 남태령전원마을 ~ 과천시계 0.9km 구간 도심방향만 폐지[10]

### 가로변버스전용차로 운영 구간
2004년 이전 구간은 1998년 1월 기준, 2004년부터 2007년까지 구간은 2004년 7월 31일 기준, 2007년 이후 구간은 2007년 1월 11일 기준, 2018년 이후 구간은 2018년 1월 11일 고시 내용을 바탕으로 작성되었다.
| 도로명          | 구간                         | 구간                         | 연장   | 지정일                      | 해제일           | 운영방법        | 비고                                                                                           |
| 도로명          | 시점                         | 종점                         | 연장   | 지정일                      | 해제일           | 운영방법        | 비고                                                                                           |
| --------------- | ---------------------------- | ---------------------------- | ------ | --------------------------- | ---------------- | --------------- | ---------------------------------------------------------------------------------------------- |
| 한강로          | 서울역                       | 한강대교                     | 4.0km  | 1993년 2월                  | 2006년 12월 1일  | 전일제          | 중앙버스전용차로로 전환                                                                        |
| 왕산로          | 동대문로터리                 | 청량리로터리                 | 3.3km  | 1993년 2월                  | 2011년 12월 28일 | 전일제          | 2004년 기준 연장 수정 2007년 기준 연장 수정 중앙버스전용차로로 전환                            |
| 과천대로        | 남태령전원마을               | 과천시계                     | 0.9km  | 1993년 2월                  |                  | 외곽방향 전일제 | 2004년 기준 연장 수정 2018년 9월 도심방향 폐지                                                 |
| 과천대로        | 이수 교차로                  | 사당역 교차로                | 2.7km  | 1993년 2월                  | 2009년 9월 9일   | 외곽방향 전일제 | 2004년 기준 연장 수정 중앙버스전용차로로 전환                                                  |
| 과천대로        | 사당역 교차로                | 남태령전원마을               | 1.2km  | 1993년 2월                  | 2018년 9월 6일   | 외곽방향 전일제 | 2004년 기준 연장 수정 중앙버스전용차로로 전환                                                  |
| 강남대로        | 강남구 신사동 신사역사거리   | 서초구 양재동 영동1교남단    | 4.8km  | 1993년 2월                  | 2004년 6월 30일  | 전일제          | 중앙버스전용차로로 전환                                                                        |
| 의주로          | 녹번역삼거리                 | 서대문로터리                 | 4.8km  | 1993년 8월                  | 2011년 12월 28일 | 전일제          | 2004년 기준 연장 수정 중앙버스전용차로로 전환                                                  |
| 신촌로          | 신촌로터리                   | 아현고가                     | 2.0km  | 1993년 8월                  | 2009년 12월 26일 | 전일제          | 최초 지정 당시 수색로에 포함 중앙버스전용차로로 전환                                           |
| 공항로          | 발산역사거리                 | 등촌중학교                   | 1.4km  | 1993년 8월                  | 2010년 8월 28일  | 전일제          | 2004년 기준 연장 수정 중앙버스전용차로로 전환                                                  |
| 공항로          | 등촌중학교                   | 양화교                       | 2.5km  | 1993년 8월                  | 2009년 4월 1일   | 전일제          | 2004년 기준 연장 수정 중앙버스전용차로로 전환                                                  |
| 노량진로        | 대방역삼거리                 | 한강대교 남단                | 2.8km  | 1993년 8월                  | 2009년 5월 23일  | 전일제          | 최초 지정 당시 현충로에 포함 중앙버스전용차로로 전환                                           |
| 현충로          | 국립현충원로터리             | 한강대교 남단                | 1.9km  | 1993년 8월                  |                  | 도심방향 전일제 | 2017년 4월 26일 단축                                                                           |
| 현충로          | 국립현충원로터리             | 이수교차로                   | 0.6km  | 1993년 8월                  | 2017년 4월 26일  | 도심방향 전일제 |                                                                                                |
| 현충로          | 한강대교 남단                | 이수교차로                   | 2.5km  | 1993년 8월                  | 2017년 4월 26일  | 외곽방향 전일제 |                                                                                                |
| 신반포로        | 이수교차로                   | 논현역사거리                 | 3.6km  | 1993년 8월                  | 2009년 6월 13일  | 전일제          | 최초 지정 당시 현충로에 포함 중앙버스전용차로로 전환                                           |
| 반포로          | 용산구 이태원2동 남산3호터널 | 용산구 서빙고동 한강중삼거리 | 1.5km  | 1993년 8월                  | 2004년 6월 30일  | 전일제          |                                                                                                |
| 새문안로        | 서대문로터리                 | 세종로사거리                 | 1.1km  | 1994년 5월                  | 2017년 4월 26일  | 전일제          | 최초 지정 당시 종로에 포함 중앙버스전용차로로 전환                                             |
| 종로            | 세종로사거리                 | 동대문로터리                 | 2.8km  | 1994년 5월                  | 2018년 1월 11일  | 전일제          | 중앙버스전용차로로 전환                                                                        |
| 반포대교        | 서빙고                       | 반포                         | 1.8km  | 1993년 8월                  |                  | 시간제          | 1998년 2월 2일 전일제→시간제 변경 2004년 이후 자료 없음                                        |
| 왕십리길        | 성동교 북단                  | 행당삼부아파트 입구          | 1.0km  | 1993년 8월                  |                  | 시간제          | 2004년 기준 연장 수정 2018년 6월 외곽방향 폐지                                                 |
| 왕십리길        | 행당삼부아파트 입구          | 대중약국                     | 1.0km  | 1993년 8월                  | 2018년 8월 9일   | 시간제          |                                                                                                |
| 왕십리길 퇴계로 | 대중약국                     | 서울중앙시장                 | 0.7km  | 1993년 8월                  |                  | 시간제          | 2004년 기준 연장 수정 2018년 6월 외곽방향 폐지                                                 |
| 퇴계로          | 서울중앙시장                 | 신당역교차로                 | 0.3km  | 1993년 8월                  | 2018년 8월 9일   | 시간제          |                                                                                                |
| 퇴계로          | 신당역교차로                 | 광희동사거리                 | 0.4km  | 1993년 8월                  | 1993년 8월       | 시간제          | 2004년 기준 연장 수정 2018년 6월 외곽방향 폐지                                                 |
| 퇴계로          | 회현역                       | 광희동사거리                 | 3.0km  | 1994년 5월                  |                  | 전일제          |                                                                                                |
| 퇴계로          | 서울역로터리                 | 회현역                       | 0.2km  | 1994년 5월                  | 2016년 1월 14일  | 전일제          |                                                                                                |
| 경인로          | 오류 나들목                  | 영등포로터리                 | 6.4km  | 1994년 5월                  | 2005년 7월 14일  | 전일제          | 2004년 기준 연장 수정 중앙버스전용차로로 전환                                                  |
| 경인로          | 교통안전공단입구삼거리       | 부천시계                     | 1.5km  | 1994년 5월                  | 2007년 1월 10일  | 시간제          | 2004년 기준 연장 수정                                                                          |
| 성산로          | 양화교                       | 성산1교                      | 2.9km  | 1994년 5월                  | 1998년 4월 20일  | 전일제          |                                                                                                |
| 성산로          | 성산1교                      | 사천고가                     | 1.5km  | 1994년 5월                  |                  | 시간제          | 2007년 8월 1일 전일제→시간제 변경                                                              |
| 성산로          | 서대문구 남가좌동 사천교     | 서대문구 창천동 연세대입구   | 1.8km  | 1994년 5월                  | 2004년 6월 30일  | 전일제          | 중앙버스전용차로로 전환                                                                        |
| 시흥대로        | 대림삼거리                   | 안양시계                     | 6.8km  | 1994년 5월                  | 2005년 12월 15일 | 전일제          | 중앙버스전용차로로 전환                                                                        |
| 한남로          | 한남오거리                   | 한남초등학교                 | 0.6km  | 1994년 5월                  |                  | 도심방향 전일제 | 2004년 기준 연장 수정                                                                          |
| 노량진로        | 영등포로터리                 | 대방역삼거리                 | 1.1km  | 1994년 12월                 |                  | 전일제          |                                                                                                |
| 망우로          | 동대문구 휘경동 시조사삼거리 | 중랑구 상봉동 윤상빌딩       | 3.3km  | 1994년 12월                 | 2005년 7월 14일  | 전일제          | 외곽 방향 중앙버스전용차로로 전환                                                              |
| 망우로          | 동대문구 청량리동 농협앞     | 중랑구 상봉동 망우역사거리   | 4.9km  | 1994년 12월                 | 2005년 7월 14일  | 전일제          | 도심 방향 중앙버스전용차로로 전환                                                              |
| 망우로          | 청량리로터리                 | 시조사삼거리                 | 1.1km  | 1994년 12월                 |                  | 외곽방향 전일제 |                                                                                                |
| 망우로          | 중랑구 상봉동 망우역사거리   | 구리시계                     | 2.1km  | 1994년 12월                 | 2010년 8월 28일  | 전일제          | 중앙버스전용차로로 전환                                                                        |
| 월계로          | 미아삼거리                   | 한천로                       | 2.6km  | 1994년 12월                 |                  | 시간제          | 2004년 이후 자료 없음                                                                          |
| 용호로          | 원효대교 남단                | 여의교                       | 1.0km  | 1994년 8월                  |                  | 시간제          | 최초 지정 당시 대방로에 포함 2000년 2월 전일제→시간제 변경                                     |
| 대방로          | 대방역삼거리                 | 대림삼거리                   | 3.0km  | 1994년 8월                  | 2005년 12월 15일 | 전일제          | 중앙버스전용차로로 전환                                                                        |
| 미아로          | 성북구 길음3동 미아사거리    | 종로구 혜화동 혜화로터리     | 4.0km  | 1994년 12월                 | 2004년 6월 30일  | 전일제          | 중앙버스전용차로로 전환                                                                        |
| 창경궁로        | 종로4가                      | 혜화로터리                   | 0.5km  | 1994년 12월 2003년 6월 25일 | 1998년 9월 7일   | 전일제          | 최초 지정 당시 미아로에 포함 2003년 6월 25일 재지정                                            |
| 창경궁로        | 종로구 혜화동 혜화로터리     | 종로구 이화동 원남로터리     | 1.3km  | 1994년 12월                 | 2004년 6월 30일  | 전일제          | 최초 지정 당시 미아로에 포함 중앙버스전용차로로 전환                                           |
| 강남대로        | 서초구 양재동 영동1교남단    | 염곡사거리                   | 1.0km  | 1994년 12월                 |                  | 전일제          |                                                                                                |
| 양화로          | 합정로터리                   | 신촌로터리                   | 2.6km  | 1994년 12월                 | 2009년 12월 26일 | 전일제          | 중앙버스전용차로로 전환                                                                        |
| 영동대교        | 영동대교                     | 영동대교                     | 1.2km  | 1994년 12월                 | 1998년 9월 7일   | 시간제          | 1998년 2월 2일 전일제→시간제 변경 2004년 이후 자료 없음                                        |
| 남대문로        | 광교로터리                   | 숭례문로터리                 | 1.5km  | 1995년 4월                  |                  | 전일제          | 2004년 기준 연장 수정 2007년 1월 11일부터 토요일 07:00 ~ 10:00 만 운영                         |
| 남대문로        | 숭례문로터리                 | 서울역로터리                 | 0.5km  | 1995년 4월                  | 2009년 7월 25일  | 전일제          | 2004년 기준 연장 수정 2007년 1월 11일부터 토요일 07:00 ~ 10:00 만 운영 중앙버스전용차로로 전환 |
| 광나루길        | 광장사거리                   | 성동교                       | 6.0km  | 1995년 4월                  |                  | 전일제          | 2007년 이후 자료 없음                                                                          |
| 광나루길        | 구의사거리                   | 올림픽대교 북단              | 1.1km  | 1995년 4월                  | 1998년 9월 7일   | 전일제          |                                                                                                |
| 사평로          | 강남성모병원삼거리           | 반포 나들목                  | 1.3km  | 1995년 4월                  |                  | 전일제          |                                                                                                |
| 양평로          | 양평동사거리                 | 영등포전화국사거리           | 1.5km  | 1995년 4월                  |                  | 전일제          |                                                                                                |
| 헌릉로          | 염곡사거리                   | 내곡 나들목                  | 2.9km  | 1995년 4월                  |                  | 시간제          | 2000년 2월 전일제→시간제 변경                                                                  |
| 고산자로        | 고산자교 남단                | 왕십리로터리                 | 1.2km  | 1995년 4월                  | 2007년 8월 1일   | 시간제          | 2000년 2월 전일제→시간제 변경 2004년 기준 연장 수정                                            |
| 등촌로          | 등촌삼거리                   | 제물포길                     | 2.3km  | 1995년 4월                  |                  | 시간제          | 2000년 2월 전일제→시간제 변경                                                                  |
| 압구정로        | 한양아파트사거리             | 한남대교 남단                | 2.5km  | 1995년 4월                  |                  | 전일제          | 2007년 1월 11일부터 토요일 07:00 ~ 10:00 만 운영                                               |
| 월계로          | 월계초등학교입구             | 을지병원사거리               | 2.0km  | 1995년 4월                  |                  | 시간제          | 1998년 9월 7일 전일제→시간제 변경 2004년 기준 연장 수정                                        |
| 남부순환로      | 시흥 나들목                  | 까치고개                     | 7.3km  | 1995년 4월                  |                  | 전일제          | 2004년 기준 연장 수정                                                                          |
| 화곡로          | 강서구청입구사거리           | 화곡역사거리                 | 1.9km  | 1995년 4월                  |                  | 전일제          |                                                                                                |
| 은평로          | 서부세무서                   | 녹번역삼거리                 | 0.7km  | 1995년 4월                  |                  | 전일제          |                                                                                                |
| 올림픽로        | 삼성사거리                   | 잠실역사거리                 | 3.3km  | 1995년 4월                  |                  | 전일제          |                                                                                                |
| 영동대로        | 영동대교 남단                | 삼성역사거리                 | 2.0km  | 1995년 4월                  |                  | 시간제          | 최초 지정 당시 올림픽로에 포함 2000년 2월 전일제→시간제 변경 2007년 8월 1일 시간제→전일제 변경 |
| 영등포로        | 영등포로터리                 | 오목교                       | 3.1km  | 1995년 5월                  |                  | 전일제          | 2007년 8월 1일 시간제→전일제 변경 2007년 7월 기준 연장 수정                                    |
| 오목로          | 양천구 목1동 오목교역사거리  | 양천구 목동오거리            | 1.1km  | 1996년 8월                  | 2004년 6월 30일  | 전일제          |                                                                                                |
| 화곡로          | 화곡역사거리                 | 양원초등학교앞               | 1.5km  | 1996년 8월                  |                  | 시간제          | 2003년 2월 전일제→시간제 변경 2004년 기준 연장 수정 2007년 8월 1일 전일제→시간제 변경          |
| 원효로          | 원효대교 북단                | 남영역                       | 2.7km  | 1996년 8월                  |                  | 시간제          | 2003년 2월 전일제→시간제 변경                                                                  |
| 만리재길        | 서울역 서부역                | 공덕로터리                   | 2.0km  | 1996년 8월                  | 2007년 8월 1일   | 시간제          | 2003년 2월 전일제→시간제 변경 2004년 기준 연장 수정                                            |
| 송파대로        | 잠실역사거리                 | 성남시계                     | 6.3km  | 1996년 8월                  | 2008년 1월 19일  | 전일제          | 중앙버스전용차로로 전환                                                                        |
| 동일로          | 수락파출소                   | 망우로                       | 10.2km | 1996년 8월                  |                  | 시간제          | 1998년 9월 7일 전일제→시간제 변경                                                              |
| 통일로          | 녹번역삼거리                 | 박석고개                     | 3.3km  | 1996년 8월                  | 2010년 12월 4일  | 시간제          | 2000년 2월 전일제→시간제 변경 2004년 기준 연장 수정 중앙버스전용차로로 전환                    |
| 통일로          | 박석고개                     | 구파발역삼거리               | 1.1km  | 1996년 8월                  | 2008년 11월 1일  | 시간제          | 2000년 2월 전일제→시간제 변경 2004년 기준 연장 수정 중앙버스전용차로로 전환                    |
| 도봉로          | 도봉구 창동 창동사거리       | 성북구 길음3동 미아사거리    | 6.0km  | 1994년 12월                 | 2004년 6월 30일  | 전일제          | 최초 지정 당시 미아로에 포함 중앙버스전용차로로 전환                                           |
| 도봉로          | 도봉구 도봉동 의정부시계     | 도봉구 창동 창동사거리       | 4.0km  | 1996년 8월                  | 2004년 6월 30일  | 전일제          | 중앙버스전용차로로 전환                                                                        |
| 남부순환로      | 양재역사거리                 | 학여울역사거리               | 3.7km  | 1996년 8월                  |                  | 시간제          | 2000년 2월 전일제→시간제 변경 2004년 기준 연장 수정                                            |
| 봉은사로        | 삼릉공원사거리               | 코엑스사거리                 | 1.6km  | 1996년 8월                  | 2007년 1월 10일  | 시간제          | 2000년 2월 전일제→시간제 변경                                                                  |
| 효령로          | 지하철공사앞삼거리           | 서초3동사거리                | 2.5km  | 1996년 8월                  | 2007년 8월 1일   | 시간제          | 1998년 2월 2일 전일제→시간제 변경                                                              |
| 대학로          | 이화교차로                   | 혜화로터리                   | 1.5km  | 1996년 8월                  |                  | 전일제          |                                                                                                |
| 공항로          | 발산역사거리                 | 공항전화국                   | 1.8km  | 1996년 8월                  | 2015년 8월 26일  | 시간제          | 2000년 2월 전일제→시간제 변경 중앙버스전용차로로 전환                                          |
| 공항로          | 공항전화국                   | 김포공항입구                 | 1.0km  | 1996년 8월                  | 2012년 12월 22일 | 시간제          | 2000년 2월 전일제→시간제 변경 중앙버스전용차로로 전환                                          |
| 강서로          | 발산역사거리                 | 화곡역사거리                 | 2.1km  | 1996년 8월                  |                  | 시간제          | 1998년 2월 2일 전일제→시간제 변경 2004년 기준 연장 수정                                        |
| 강서로          | 까치산길                     | 경인고속도로                 | 1.4km  | 1996년 8월                  |                  | 전일제          | 2004년 이후 자료 없음                                                                          |
| 마포대교        | 마포대교                     | 마포대교                     | 1.3km  | 1996년 8월                  |                  | 시간제          | 1998년 2월 2일 전일제→시간제 변경 2004년 이후 자료 없음                                        |
| 양화대교        | 양화대교                     | 양화대교                     | 0.8km  | 1996년 8월                  |                  | 24시간 전일제   | 2004년 이후 자료 없음                                                                          |
| 성산대교        | 성산대교                     | 성산대교                     | 0.9km  | 1996년 8월                  | 1998년 4월 20일  | 전일제          |                                                                                                |
| 영동대로        | 삼성역사거리                 | 학여울역사거리               | 1.5km  | 1996년 8월                  |                  | 시간제          | 2000년 2월 전일제→시간제 변경 2007년 8월 1일 시간제→전일제 변경                                |
| 마포로          | 마포대교 북단                | 아현삼거리                   | 3.7km  | 1997년 2월                  | 2006년 12월 1일  | 전일제          | 중앙버스전용차로로 전환                                                                        |
| 천호대로        | 천호사거리                   | 방아다리사거리               | 2.7km  | 1998년 2월 2일              | 2011년 3월 19일  | 시간제          | 2000년 2월 단축 중앙버스전용차로로 전환                                                        |
| 둔촌로          | 길동사거리                   | 둔촌사거리                   | 1.4km  | 1998년 2월 2일              | 2007년 8월 1일   | 시간제          | 2004년 기준 연장 수정                                                                          |
| 도산대로        | 신사역사거리                 | 안세병원사거리               | 0.9km  | 1998년 2월 2일              |                  | 시간제          | 2004년 기준 연장 수정                                                                          |
| 도산대로        | 안세병원사거리               | 영동대교 남단                | 2.3km  | 1998년 2월 2일              | 2007년 1월 10일  | 시간제          | 2004년 기준 연장 수정                                                                          |
| 관악로          | 봉천사거리                   | 숭실대삼거리                 | 2.0km  | 1998년 2월 2일              |                  | 전일제          | 2007년 1월 11일 시간제→전일제 변경                                                             |
| 종암로          | 종암경찰서                   | 고대입구삼거리               | 1.3km  | 1999년 12월                 |                  | 시간제          |                                                                                                |
| 풍납로          | 천호사거리                   | 풍납축협                     | 1.2km  | 1999년 12월                 |                  | 전일제          | 2007년 8월 1일 시간제→전일제 변경                                                              |
| 올림픽로        | 풍남축협                     | 올림픽회관                   | 1.0km  | 1999년 12월                 |                  | 전일제          | 최초 지정 당시 풍납로에 포함 2007년 8월 1일 시간제→전일제 변경                                 |
| 올림픽로        | 올림픽회관                   | 잠실사거리                   | 1.5km  | 1999년 12월                 |                  | 시간제          | 최초 지정 당시 풍납로에 포함                                                                   |
| 대학로          | 종로4가                      | 이화로터리                   | 0.6km  | 2003년 6월 25일             |                  | 전일제          |                                                                                                |
| 하정로          | 동천교사거리                 | 신답철교                     | 0.94km | 2003년 7월 1일              | 2011년 3월 19일  | 외곽방향 전일제 |                                                                                                |
| 하정로          | 용두역                       | 신답철교                     | 0.26km | 2003년 7월 1일              | 2005년 9월 22일  | 외곽방향 전일제 | 중앙버스전용차로로 전환                                                                        |
| 남부순환로      | 서초구 우면삼거리            | 양재역사거리                 | 2.3km  | 2003년 9월 1일              | 2003년 9월 30일  | 시간제          | 한시적 운영                                                                                    |
| 등촌로          | 제물포길                     | 목동역                       | 0.6km  | 2007년 8월 1일              |                  | 시간제          |                                                                                                |
| 화랑로          | 월릉교사거리                 | 삼육대학교                   | 4.4km  | 2014년 11월 17일            |                  | 시간제          |                                                                                                |

## 중앙버스전용차로
중앙버스전용차로는 기존 도로변에 설치된 버스전용차로와 달리 중앙 상위 1차로에 설치된 버스전용차로를 칭한다. 1996년 2월에 천호대로 구간에 지정된 것이 최초이며, 이명박 서울시장이 취임한 뒤 시행된 2004년 서울특별시 버스 개편에 따라 지정 구간이 점차 확대되었다. 기존 가로변버스전용차로와 달리 중앙버스전용차로는 일반 승용차와 혼재되지 않아 노선 버스 운행 속도가 향상되었다. 2018년 9월 기준 43개 구간 125.8km가 지정되어 있다.

### 중앙버스전용차로 연혁
- 1996년 2월 : 천호대로 (신답로터리 ~ 구의사거리) 4.5km 구간 지정[1]
- 2003년 7월 1일 : 하정로 용두동 ~ 신설동 도심방향 1.6km 구간, 천호대로 동대문구 신설동 ~ 답십리동 3km 구간 지정[13]
- 2003년 9월 1일 : 경부간선도로 양재 나들목 ~ 서초 나들목 도심방향 1.5km 구간 지정[14]
- 2003년 10월 1일 : 경부간선도로 양재 나들목 ~ 서초 나들목 도심방향 1.5km 구간 지정 해제[14]
- 2004년 5월 1일 : 삼일로 퇴계로2가 교차로 ~ 종로2가 교차로 1.02km 구간 지정[40]
- 2004년 7월 1일 : 도봉로 의정부시계 ~ 미아사거리 10km 구간, 미아로 미아사거리 ~ 혜화로터리 4km 구간, 창경궁로 혜화로터리 ~ 원남로터리 1.3km 구간, 강남대로 신사역사거리 ~ 영동1교 남단 4.8km 구간, 수색로 고양시계 ~ 사천교 3.9km 구간, 성산로 사천교 ~ 이대후문 2.9km 구간, 경부간선도로 양재 나들목 ~ 서초 나들목 1.5km 구간 지정[15]
- 2004년 9월 6일 : 버스전용차로 현황 고시[41]
- 2005년 7월 1일 : 경부간선도로 버스전용차로 구간 토요일 운영시간 확대[42]
- 2005년 7월 3일 : 망우로 망우역사거리 ~ 청량리농협 도심방향 4.9km 구간, 휘경지하보도 ~ 상봉동 외곽방향 3.3km 구간 지정[16]
- 2005년 7월 10일 : 경인로 개봉동 한일시멘트 ~ 구로지하차도 ~ 문래고가차도 ~ 영등포고가차도 4.4km 구간 지정[16]
- 2005년 9월 30일 : 하정로 용두역 ~ 신답철교 시외방향 0.26km 구간 지정[17]
- 2005년 10월 1일 : 경부간선도로 버스전용차로 구간 토요일 운영시간 조정[43]
- 2005년 12월 18일 : 시흥대로 대림삼거리 ~ 기아대교 6.5km 구간, 대방로 대림삼거리 ~ 대림아파트 2.5km 구간 지정[18]
- 2006년 12월 2일 : 마포로 마포대교 북단 ~ 아현삼거리 3.4km 구간, 한강로 한강대교 노들섬 ~ 서울역 남단 4.1km 구간 지정[19]
- 2008년 1월 19일 : 송파대로 잠실대교 남단 ~ 성남시계 6.3km 구간 지정[22]
- 2008년 7월 1일 : 경부간선도로 버스전용차로 구간을 한남대교 남단까지 확대, 평일로 확대[44]
- 2008년 10월 1일 : 경부간선도로 버스전용차로 구간 운영시간 조정[45]
- 2008년 11월 1일 : 통일로 고양시계 ~ 박석고개 2.4km 구간 지정[23]
- 2009년 4월 1일 : 공항로 등촌중학교 ~ 양화교 2.5km 구간 지정[24]
- 2009년 5월 23일 : 노량진로 대방역삼거리 ~ 한강대교 남단 2.8km 구간 지정[25]
- 2009년 6월 13일 : 신반포로 이수 교차로 ~ 논현역사거리 3.5km 구간 지정[25]
- 2009년 7월 25일 : 한강로 서울역 남단 ~ 북단 0.5km 구간, 남대문로 숭례문 교차로 ~ 서울역 북단 서울역방향 0.5km 구간 지정[26]
- 2009년 11월 21일 : 동작대로 사당역 교차로 ~ 이수 교차로 2.7km 구간 지정[27][46]
- 2009년 12월 26일 : 신촌로 신촌로터리 ~ 아현교회 1.2km 구간, 양화로 양화대교 ~ 신촌로터리 4.0km 구간 지정[28]
- 2010년 8월 28일 : 망우로 망우역사거리 ~ 구리시계 2.2km 구간, 공항로 발산역사거리 ~ 등촌중학교 2.3km 구간 지정[8]
- 2010년 12월 4일 : 통일로 박석고개 ~ 녹번역삼거리 3.3km 구간 지정[29]
- 2011년 1월 1일 : 경부간선도로 버스전용차로 구간 운영시간 조정[47]
- 2011년 3월 19일 : 천호대로 천호사거리 ~ 상일 나들목 5.1km 구간 지정[30]
- 2011년 12월 28일 : 통일로 녹번역삼거리 ~ 서대문로터리 5.4km 구간, 왕산로 동대문로터리 ~ 청량리로터리 3.4km 구간 지정[31]
- 2012년 12월 22일 : 공항로 김포공항입구 ~ 공항전화국 1.0km 구간 지정[32]
- 2014년 11월 1일 : 충정로 충정로삼거리 ~ 미동초등학교 0.5km 구간 지정[48]
- 2015년 4월 23일 : 화곡로 강서구청입구사거리 북단 0.1km 구간 지정[49]
- 2015년 8월 26일 : 공항로 발산역사거리 ~ 공항전화국 1.8km 구간 지정[34]
- 2017년 4월 26일 : 새문안로 (미동초등학교 ~ 세종로사거리) 1.2km 구간 지정[36]
- 2018년 1월 11일 : 삼일대로 (남산1호터널북단 ~ 퇴계로2가사거리) 0.7km 구간, 종로 (세종로사거리 ~ 동대문로터리) 2.8km 구간 지정[37]
- 2018년 5월 1일: 천호대로 (아차산역사거리 ~ 천호대교 남단) 2.6 km 구간 지정[50]
- 2018년 9월 6일 : 과천대로 (사당역 ~ 과천시계) 2.1km 구간 지정[10]

### 중앙버스전용차로 운영 구간
| 도로명       | 구간                              | 구간                           | 방향       | 연장   | 지정일           | 통행시간                                                                            |
| 도로명       | 시점                              | 종점                           | 방향       | 연장   | 지정일           | 통행시간                                                                            |
| ------------ | --------------------------------- | ------------------------------ | ---------- | ------ | ---------------- | ----------------------------------------------------------------------------------- |
| 천호대로     | 동대문구 신답로터리               | 광진구 아차산역사거리          | 양방향     | 4.5km  | 1996년 2월       | 24시간 전일제                                                                       |
| 하정로       | 동대문구 신답철교                 | 동대문구 신설동로터리          | 도심방향   | 1.6km  | 2003년 7월 1일   | 24시간 전일제                                                                       |
| 하정로       | 동대문구 신답로터리               | 동대문구 신답철교              | 양방향     | 0.2km  | 2003년 7월 1일   | 24시간 전일제                                                                       |
| 천호대로     | 동대문구 신답로터리               | 동대문구 신답철교              | 양방향     | 1.2km  | 2003년 7월 1일   | 24시간 전일제                                                                       |
| 천호대로     | 광진구 아차산역사거리             | 강동구 천호대교 남단           | 양방향     | 2.6 km | 2018년 5월 1일   | 24시간 전일제                                                                       |
| 경부간선도로 | 서초구 양재 나들목                | 서초구 서초 나들목             | 양방향     | 2.6km  | 2004년 7월 1일   | 고속도로 버스전용차로와 동일 07시 ~ 21시 명절 : 연휴 시작일 07시 ~ 연휴 다음날 01시 |
| 경부간선도로 | 서초구 서초 나들목                | 서초구 한남대교 남단           | 양방향     | 4.2km  | 2008년 6월 26일  | 고속도로 버스전용차로와 동일 07시 ~ 21시 명절 : 연휴 시작일 07시 ~ 연휴 다음날 01시 |
| 삼일대로     | 중구 퇴계로2가 교차로             | 중구 종로2가 교차로            | 양방향     | 1.02km | 2004년 5월 1일   | 24시간 전일제                                                                       |
| 삼일대로     | 중구 남산1호터널 북단             | 중구 퇴계로2가사거리           | 양방향     | 0.7km  | 2018년 1월 11일  | 24시간 전일제                                                                       |
| 도봉로       | 도봉구 도봉동 의정부시계          | 성북구 미아사거리              | 양방향     | 10.0km | 2004년 7월 1일   | 24시간 전일제                                                                       |
| 미아로       | 성북구 미아사거리                 | 종로구 혜화로터리              | 양방향     | 4.0km  | 2004년 7월 1일   | 24시간 전일제                                                                       |
| 창경궁로     | 종로구 혜화로터리                 | 종로구 원남로터리              | 양방향     | 1.3km  | 2004년 7월 1일   | 24시간 전일제                                                                       |
| 강남대로     | 강남구 신사역사거리               | 서초구 영동1교 남단            | 양방향     | 4.8km  | 2004년 7월 1일   | 24시간 전일제                                                                       |
| 수색로       | 은평구 수색동 고양시계            | 서대문구 사천교                | 양방향     | 3.9km  | 2004년 7월 1일   | 24시간 전일제                                                                       |
| 성산로       | 서대문구 사천교                   | 서대문구 이화여대후문          | 양방향     | 2.9km  | 2004년 7월 1일   | 24시간 전일제                                                                       |
| 망우로       | 중랑구 망우역사거리               | 동대문구 청량리동 청량리농협   | 도심방향   | 4.9km  | 2005년 7월 3일   | 24시간 전일제                                                                       |
| 망우로       | 동대문구 휘경동 휘경지하보도 서측 | 중랑구 망우동 윤상빌딩         | 시외방향   | 3.3km  | 2005년 7월 3일   | 24시간 전일제                                                                       |
| 경인로       | 구로구 개봉동 한일시멘트          | 구로구 구로지하차도 서측       | 양방향     | 2.3km  | 2005년 7월 10일  | 24시간 전일제                                                                       |
| 경인로       | 구로구 구로지하차도 동측          | 영등포구 문래고가차도 서측     | 양방향     | 1.3km  | 2005년 7월 10일  | 24시간 전일제                                                                       |
| 경인로       | 영등포구 문래고가차도 동측        | 영등포구 영등포고가차도 서측   | 양방향     | 0.8km  | 2005년 7월 10일  | 24시간 전일제                                                                       |
| 하정로       | 동대문구 용두역                   | 동대문구 신답철교              | 시외방향   | 0.27km | 2005년 9월 30일  | 24시간 전일제                                                                       |
| 시흥대로     | 영등포구 대림삼거리               | 금천구 기아대교                | 양방향     | 6.5km  | 2005년 12월 18일 | 24시간 전일제                                                                       |
| 대방로       | 영등포구 대림아파트               | 영등포구 대림삼거리            | 양방향     | 2.5km  | 2005년 12월 18일 | 24시간 전일제                                                                       |
| 마포로       | 마포구 마포대교 북단              | 마포구 아현삼거리              | 양방향     | 3.4km  | 2006년 12월 2일  | 24시간 전일제                                                                       |
| 한강로       | 용산구 한강대교 노들섬            | 용산구 서울역 남단             | 양방향     | 4.1km  | 2006년 12월 2일  | 24시간 전일제                                                                       |
| 한강로       | 용산구 서울역 남단                | 중구 서울역 북단               | 양방향     | 0.5km  | 2009년 7월 25일  | 24시간 전일제                                                                       |
| 송파대로     | 송파구 잠실대교 남단              | 송파구 장지동 성남시계         | 양방향     | 6.3km  | 2008년 1월 19일  | 24시간 전일제                                                                       |
| 통일로       | 은평구 진관동 고양시계            | 은평구 박석고개                | 양방향     | 2.4km  | 2008년 11월 1일  | 24시간 전일제                                                                       |
| 공항로       | 강서구 등촌중학교                 | 강서구 양화교                  | 양방향     | 2.5km  | 2009년 4월 1일   | 24시간 전일제                                                                       |
| 노량진로     | 영등포구 대방역삼거리             | 동작구 한강대교 남단           | 양방향     | 2.8km  | 2009년 5월 23일  | 24시간 전일제                                                                       |
| 신반포로     | 서초구 이수 교차로                | 서초구 논현역사거리            | 양방향     | 3.5km  | 2009년 6월 13일  | 24시간 전일제                                                                       |
| 남대문로     | 중구 숭례문 교차로                | 중구 서울역 북단               | 서울역방향 | 0.5km  | 2009년 7월 25일  | 24시간 전일제                                                                       |
| 동작대로     | 서초구 사당역 교차로              | 서초구 이수 교차로             | 양방향     | 2.7km  | 2009년 11월 21일 | 24시간 전일제                                                                       |
| 신촌로       | 마포구 신촌로터리                 | 서대문구 아현교회              | 양방향     | 1.2km  | 2009년 12월 26일 | 24시간 전일제                                                                       |
| 양화로       | 마포구 양화대교                   | 마포구 신촌로터리              | 양방향     | 4.0km  | 2009년 12월 26일 | 24시간 전일제                                                                       |
| 망우로       | 중랑구 망우역사거리               | 중랑구 망우동 구리시계         | 양방향     | 2.2km  | 2010년 8월 28일  | 24시간 전일제                                                                       |
| 공항로       | 강서구 발산역사거리               | 강서구 등촌중학교              | 양방향     | 2.3km  | 2010년 8월 28일  | 24시간 전일제                                                                       |
| 통일로       | 은평구 박석고개                   | 은평구 녹번역삼거리            | 양방향     | 3.3km  | 2010년 12월 4일  | 24시간 전일제                                                                       |
| 천호대로     | 강동구 천호사거리                 | 강동구 상일 나들목             | 양방향     | 5.1km  | 2011년 3월 19일  | 24시간 전일제                                                                       |
| 통일로       | 은평구 녹번역삼거리               | 서대문구 서대문로터리          | 양방향     | 5.4km  | 2011년 12월 28일 | 24시간 전일제                                                                       |
| 왕산로       | 종로구 동대문로터리               | 동대문구 청량리로터리          | 양방향     | 3.4km  | 2011년 12월 28일 | 24시간 전일제                                                                       |
| 공항로       | 강서구 김포공항입구               | 강서구 공항전화국              | 양방향     | 1.0km  | 2012년 12월 22일 | 24시간 전일제                                                                       |
| 충정로       | 서대문구 충정로삼거리             | 서대문구 미동초등학교          | 양방향     | 0.5km  | 2014년 11월 1일  | 24시간 전일제                                                                       |
| 화곡로       | 강서구 강서구청입구사거리 북단    | 강서구 강서구청입구사거리 북단 | 양방향     | 0.1km  | 2015년 4월 23일  | 24시간 전일제                                                                       |
| 공항로       | 강서구 발산역사거리               | 강서구 공항전화국              | 양방향     | 1.8km  | 2015년 8월 26일  | 24시간 전일제                                                                       |
| 새문안로     | 서대문구 미동초등학교             | 종로구 세종로사거리            | 양방향     | 1.2km  | 2017년 4월 26일  | 24시간 전일제                                                                       |
| 종로         | 종로구 세종로사거리               | 종로구 동대문로터리            | 양방향     | 2.8km  | 2018년 1월 11일  | 24시간 전일제                                                                       |
| 과천대로     | 관악구 사당역                     | 관악구 남태령                  | 양방향     | 2.1km  | 2018년 9월 8일   | 24시간 전일제                                                                       |

## 사진

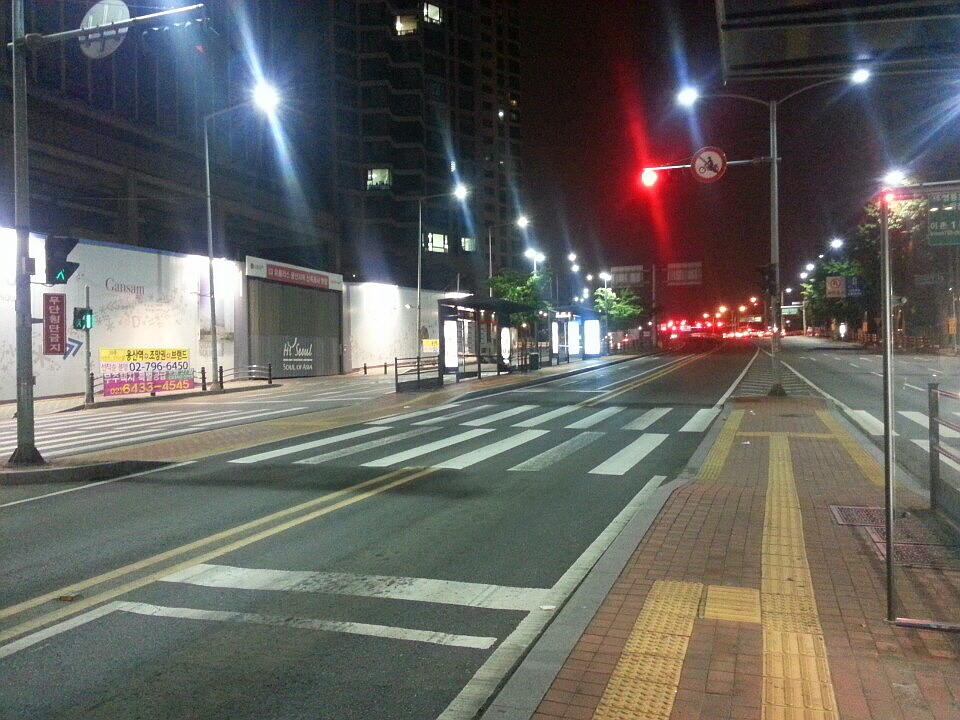
도로 중앙에 설치된 버스 차로와 정류장
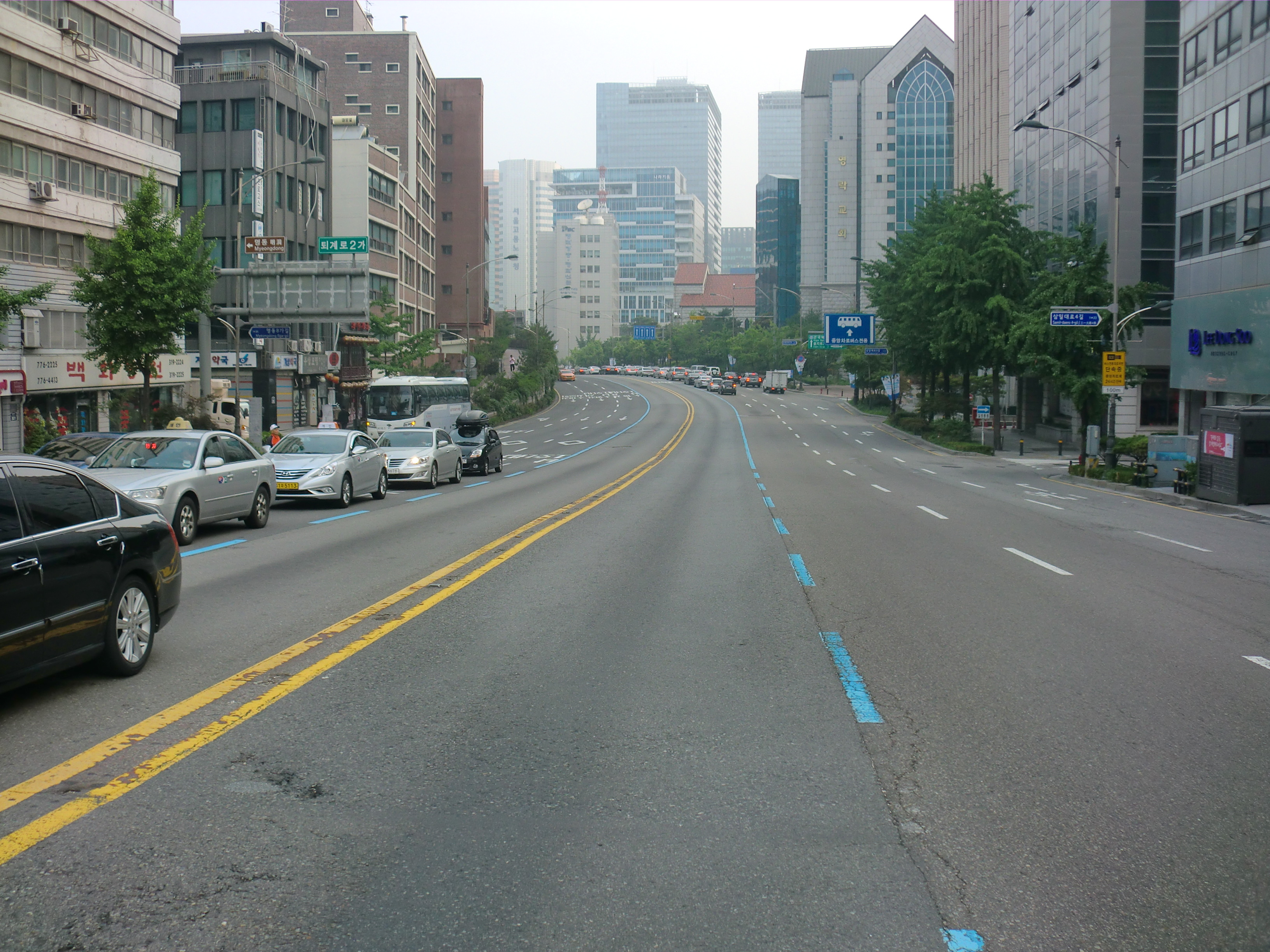
삼일대로에 설치된 중앙버스전용차로
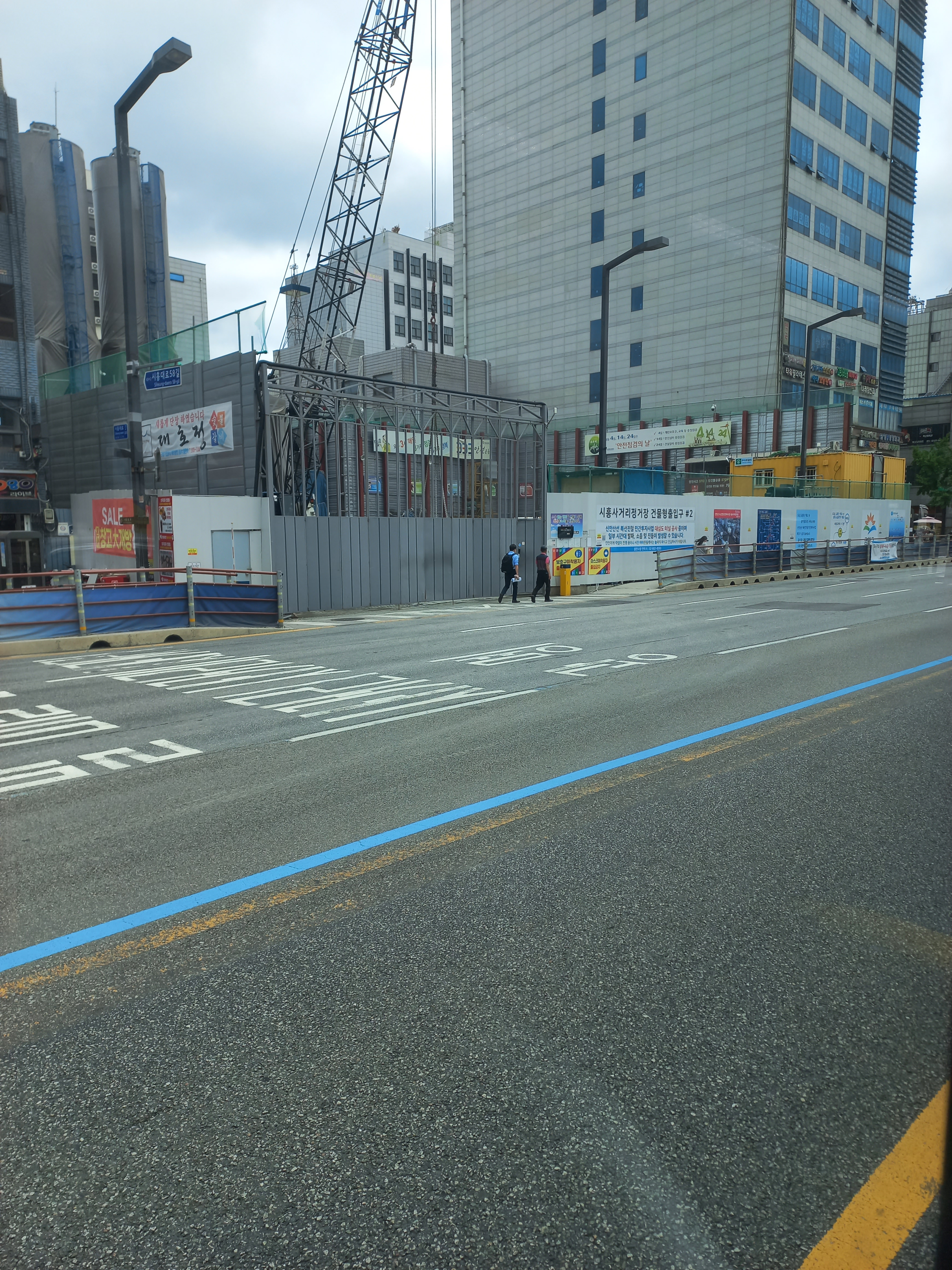
시흥대로에 설치된 중앙버스전용차로
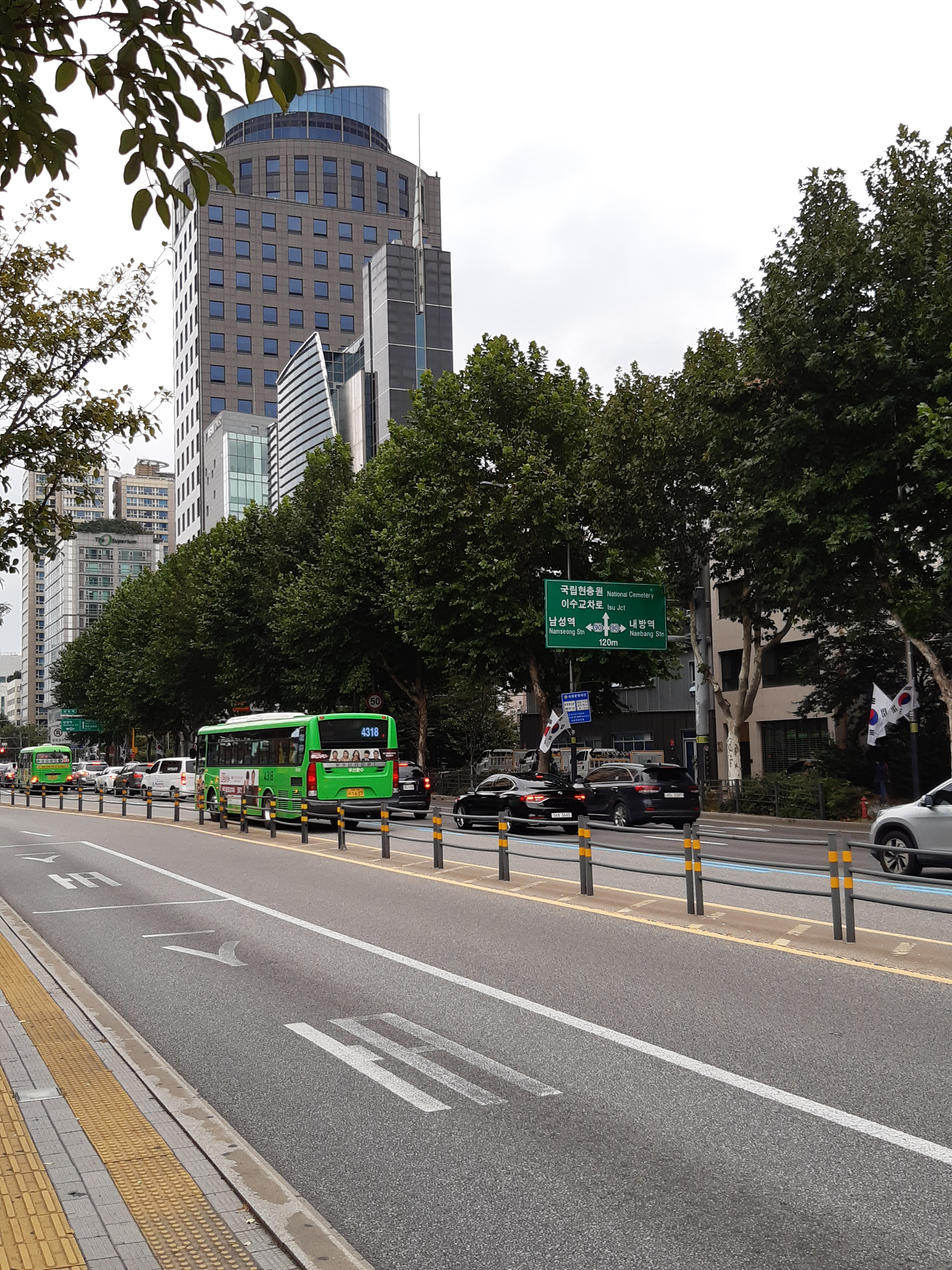
동작대로에 설치된 중앙버스전용차로

## 운영방법
- 전일제 : 평일은 07:00부터 21:00까지이며, 일요일과 공휴일은 제외한다. 또한 별도로 고시된 일부 구간은 24시간 연중무휴 운영한다. 처음 시행 당시에는 06:00부터 적용되었으나 2000년 8월 1일부터 07:00부터 운영하는 것으로 단축되었다. 토요일 운영은 2007년 7월 1일부터 폐지되었다.
- 시간제 : 평일은 출근 시간대인 07:00부터 10:00까지와 퇴근 시간대인 17:00 ~ 21:00까지이며, 토요일 운영은 2007년 7월 1일부터 폐지되었다. 일요일과 공휴일은 제외한다.
- 중앙버스전용차로 : 전 구간 24시간 전일제로 운영된다.

## 도로 표기
버스전용차로 중에서 전일제로 운영되는 구간은 도로 노면에 청색 복선으로 표시하며, 출퇴근 시간대(시간제)에 운영되는 구간은 도로 노면에 청색 단선으로 표시한다. 24시간 전일제로 운영되는 중앙버스전용차로는 청색 단선으로 표기하되 실선으로 표시한다.

## 같이 보기
- 버스전용차로
- 2004년 서울특별시 버스 개편